# Ральф Нейдер
Ральф Нейдер (англ. Ralph Nader; нар. 27 лютого 1934, Вінстед, Коннектикут) — американський політик і громадський діяч ліванського походження (його батько емігрував з Лівану до США).
У 1955 році він закінчив Принстонський університет, у 1958 році — юридичний факультет Гарвардського університету. У 1959 році він протягом шести місяців служив в армії, після чого почав працювати юристом у Гартфорді.
Був кандидатом на президентських виборах у 1996 і 2000 як кандидат від Партії зелених. Нейдер також брав участь у виборах 2004 та 2008, цього разу як незалежний кандидат.